# Josie (canción de Blink-182)
«Josie», a veces subtitulado como «Everything's Gonna Be Fine»  —en español: «Todo va a estar bien»— es el cuarto y último sencillo del álbum Dude Ranch de la banda estadounidense Blink-182. La canción fue lanzada como sencillo por MCA Records y Cargo Music en noviembre de 1998. Esta fue la segunda canción de Blink-182 en entrar a listas australianas, llegando al puesto treinta y uno.
La línea «Yeah my girlfriend, likes UL and DHC» —en español: «Si, a mi novia le gusta UL y DHC»— hace referencia a las bandas Unwritten Law y  Dance Hall Crashers.

## Antecedentes
El cantante y bajista Mark Hoppus escribió esta canción acerca de lo que sería una novia perfecta para el. Esta persona es una fantasía en vez de una persona real. El personaje retratado en la canción es una mujer cuyo nombre proviene del perro de un amigo de Mark, el nombre es también mencionado en la canción «Online Songs» del áĺbum Take Off Your Pants and Jacket lanzado en 2001.

## Video musical
Existen dos versiones del video. La primera cuenta con la banda tocando en un sótano que rápidamente se empieza a inundar. En ese momento los miembros de la banda Mark Hoppus, Tom DeLonge y Scott Raynor quedaron descontentos con la manera en que resultó el video y nunca fue publicado. En diciembre de 2011, Jason Matzner director del video, filtro una vista previa de 40 segundos en Internet.
Y la otra, donde se encuentra  Tom,  Scott y el protagonista  Mark en la escuela secundaria. Es grabado en el baño de la escuela. En este video también participa Alyssa Milano.

## Formatos
| Sencillo en CD |                                 |          |  |
| N.º            | Título                          | Duración |  |
| 1.             | «Josie»                         | 3:19     |  |
| 2.             | «Wasting Time»                  | 2:49     |  |
| 3.             | «Carousel»                      | 3:14     |  |
| 4.             | «I Won't Be Home for Christmas» | 3:17     |  |

| Josie/Dammit sencillo en VHS |                          |          |  |
| N.º                          | Título                   | Duración |  |
| 1.                           | «Dammit» (Video musical) | 3:38     |  |
| 2.                           | «Josie» (Video musical)  | 2:56     |  |

| Sencillo en CD |                                   |          |  |
| N.º            | Título                            | Duración |  |
| 1.             | «Josie» (Edición de radio)        | 3:19     |  |
| 2.             | «Untitled» (En vivo)              | 2:46     |  |
| 3.             | «Dammit» (En vivo)                | 2:45     |  |
| 4.             | «Does My Breath Smell?» (En vivo) | 2:38     |  |
| 5.             | «Wasting Time» (En vivo)          | 4:05     |  |

## Posicionamiento en listas
| Australia | Australian Singles Chart | 31 |